# Mistrzostwa Szwecji w Skokach Narciarskich 2014
Mistrzostwa Szwecji w Skokach Narciarskich 2014 – zawody o tytuł mistrza Szwecji w skokach narciarskich, odbyły się 18 lutego 2014 roku w Falun na skoczni Lugnet HS100.
Zawodnicy o tytuł mistrza Szwecji rywalizowali na skoczni K-90. Zwycięzcą zawodów indywidualnych został Carl Nordin. Drugie miejsce zajął Josef Larsson, a brąz zdobył Jonas-Sloth Sandell. W rywalizacji wzięło udział 16 zawodników. Na podstawie wyników konkursu indywidualnego przyznano także medale w rywalizacji drużynowej, gdzie mistrzem Szwecji została drużyna Holmens IF w składzie Johan Erikson, Simon Eklund i Alexander Mitz, wyprzedzając zespoły Sollefteå GIF (srebrny medal) i IF Friska Viljor (trzecia pozycja).

## Medaliści
| Konkurs                        | Złoto                                                         | Srebro                                                                  | Brąz                                                                  |
| ------------------------------ | ------------------------------------------------------------- | ----------------------------------------------------------------------- | --------------------------------------------------------------------- |
| indywidualny skocznia normalna | Carl Nordin                                                   | Josef Larsson                                                           | Jonas-Sloth Sandell                                                   |
| drużynowy skocznia normalna    | Holmens IF 1. Johan Erikson 2. Simon Eklund 3. Alexander Mitz | Sollefteå GIF 1. Josef Larsson 2. Benjamin Larsson 3. Martin Gundersson | IF Friska Viljor 1. Carl Nordin 2. Jonas-Sloth Sandell 3. Jesper Daun |

## Wyniki

### Indywidualnie
| Miejsce | Zawodnik            | Klub             | Skok 1 | Skok 2 | Punkty |
| ------- | ------------------- | ---------------- | ------ | ------ | ------ |
| 1       | Carl Nordin         | IF Friska Viljor | 93,0   | 92,5   | 224,1  |
| 2       | Josef Larsson       | Sollefteå GIF    | 93,0   | 88,5   | 209,9  |
| 3       | Jonas-Sloth Sandell | IF Friska Viljor | 90,5   | 86,5   | 204,5  |
| 4       | Johan Erikson       | Holmens IF       | 86,0   | 86,0   | 196,7  |
| 5       | Simon Eklund        | Holmens IF       | 85,0   | 86,0   | 188,7  |
| 6       | Alexander Mitz      | Holmens IF       | 83,5   | 87,0   | 176,6  |
| 7       | Andreas Arén        | Holmens IF       | 82,0   | 80,0   | 168,8  |
| 8       | Benjamin Larsson    | Sollefteå GIF    | 80,0   | 79,0   | 162,1  |
| 9       | Martin Gundersson   | Sollefteå GIF    | 75,0   | 80,5   | 145,1  |
| 10      | Sebastian Devall    | Sollefteå GIF    | 71,5   | 76,0   | 135,7  |
| 11      | Erik Gundersson     | Sollefteå GIF    | 68,0   | 73,5   | 116,3  |
| 12      | Markus Flemström    | Sollefteå GIF    | 67,5   | 73,0   | 114,2  |
| 13      | Anton Erikson       | Sollefteå GIF    | 66,5   | 66,5   | 100,9  |
| 14      | Jeremia Larsson     | Sollefteå GIF    | 65,5   | 68,0   | 95,0   |
| 15      | Olof Lundgren       | Holmens IF       | 63,5   | 67,5   | 91,9   |
| 16      | Jesper Daun         | IF Friska Viljor | 60,0   | 65,5   | 82,3   |

### Drużynowo
| Miejsce | Drużyna                                                                 | Nota  |
| ------- | ----------------------------------------------------------------------- | ----- |
| 1.      | Holmens IF 1. Johan Erikson 2. Simon Eklund 3. Alexander Mitz           | 562,0 |
| 2.      | Sollefteå GIF 1. Josef Larsson 2. Benjamin Larsson 3. Martin Gundersson | 517,1 |
| 3.      | IF Friska Viljor 1. Carl Nordin 2. Jonas-Sloth Sandell 3. Jesper Daun   | 510,9 |